# Ciclos (álbum)
Ciclos é um álbum ao vivo e DVD do cantor brasileiro Gustavo Mioto. O disco foi gravado durante um show em Votuporanga, interior de São Paulo, cidade natal de Mioto.
O álbum conta com participações de Luan Santana na música “Carla”, Bruninho & Davi na faixa “Boato” e Cristiano Araújo em “Jeitinho de Amar”.
A primeira música de trabalho foi “Lembra”, que ficou em primeiro lugar nas mais tocadas do Brasil. A segunda música foi “Mãos ao Alto Coração.”

## Lista de faixas
| N.º | Título                                      | Duração |  |
| 1.  | "Sem Hora Pra Voltar"                       | 03:34   |  |
| 2.  | "Hoje Eu Tô Solteiro"                       | 03:22   |  |
| 3.  | "Mãos ao Alto Coração"                      | 03:15   |  |
| 4.  | "Amor da Reconciliação"                     | 02:58   |  |
| 5.  | "Boato" (part. Bruninho & Davi)             | 02:24   |  |
| 6.  | "Nada lá fora"                              | 03:25   |  |
| 7.  | "Casa Comigo"                               | 02:47   |  |
| 8.  | "Lembra"                                    | 03:31   |  |
| 9.  | "Eu Gosto de Você"                          | 02:58   |  |
| 10. | "Jeitinho de Amar" (part. Cristiano Araújo) | 03:32   |  |
| 11. | "Ela Precisa Saber"                         | 03:05   |  |
| 12. | "Fora de Moda"                              | 03:17   |  |
| 13. | "Bom Dia"                                   | 03:18   |  |
| 14. | "Minha Outra Metade"                        | 03:55   |  |
| 15. | "Medo de Amar"                              | 03:39   |  |
| 16. | "Carla" (part. Luan Santana)                | 03:23   |  |
| 17. | "Ela Não Gosta de Mim"                      | 03:19   |  |